# Acanthurus coeruleus
Espèce
Statut de conservation UICN

 LC  : Préoccupation mineure
Synonymes
- Acanthurus brevis Poey, 1860
- Acanthurus broussonnetii Desmarest, 1823
- Acanthurus caeruleus (Bloch & Schneider, 1801)
- Acanthurus coerulus Bloch & Schneider, 1801
- Acanthurus heliodes (Barbour, 1905)
- Acanthurus nigricans (non Linnaeus, 1758)
- Acanthurus violaceus Castelnau, 1855
- Acronurus caeruleatus Poey, 1875
- Hepatus caeruleus (Bloch & Schneider, 1801)
- Hepatus pawnee Breder, 1927
- Teuthis coeruleus (Bloch & Schneider, 1801)
- Teuthis helioides Barbour, 1905[1]

Acanthurus coeruleus ou chirurgien bayolle ou encore poisson chirurgien bleu est un poisson présent dans les eaux de l'ouest de l'Atlantique.

## Description
Les juvéniles Acanthurus coeruleus sont jaunes. Leur couleur varie ensuite au fil de leur croissance. Les subadultes sont bleus ou violacé-grisâtre avec une queue jaune et des flancs barrés de lignes longitudinales grises. Les adultes sont complètement bleus ou bleu-violacés. Pendant la nuit, les nageoires restent bleues et le corps devient noir orné de 4 lignes blanches horizontales.
Cette espèce mesure une taille maximale connue de 40 cm.

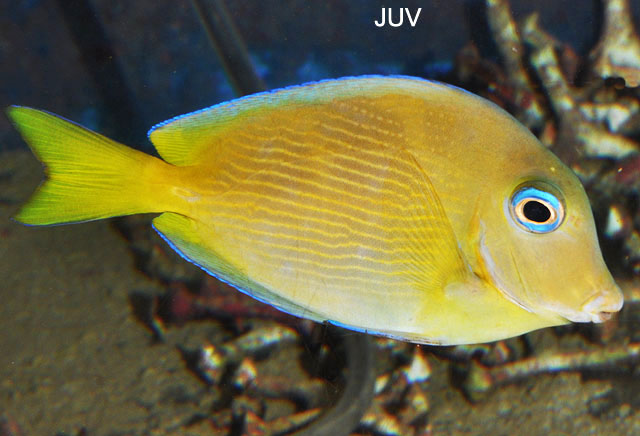
juvénile
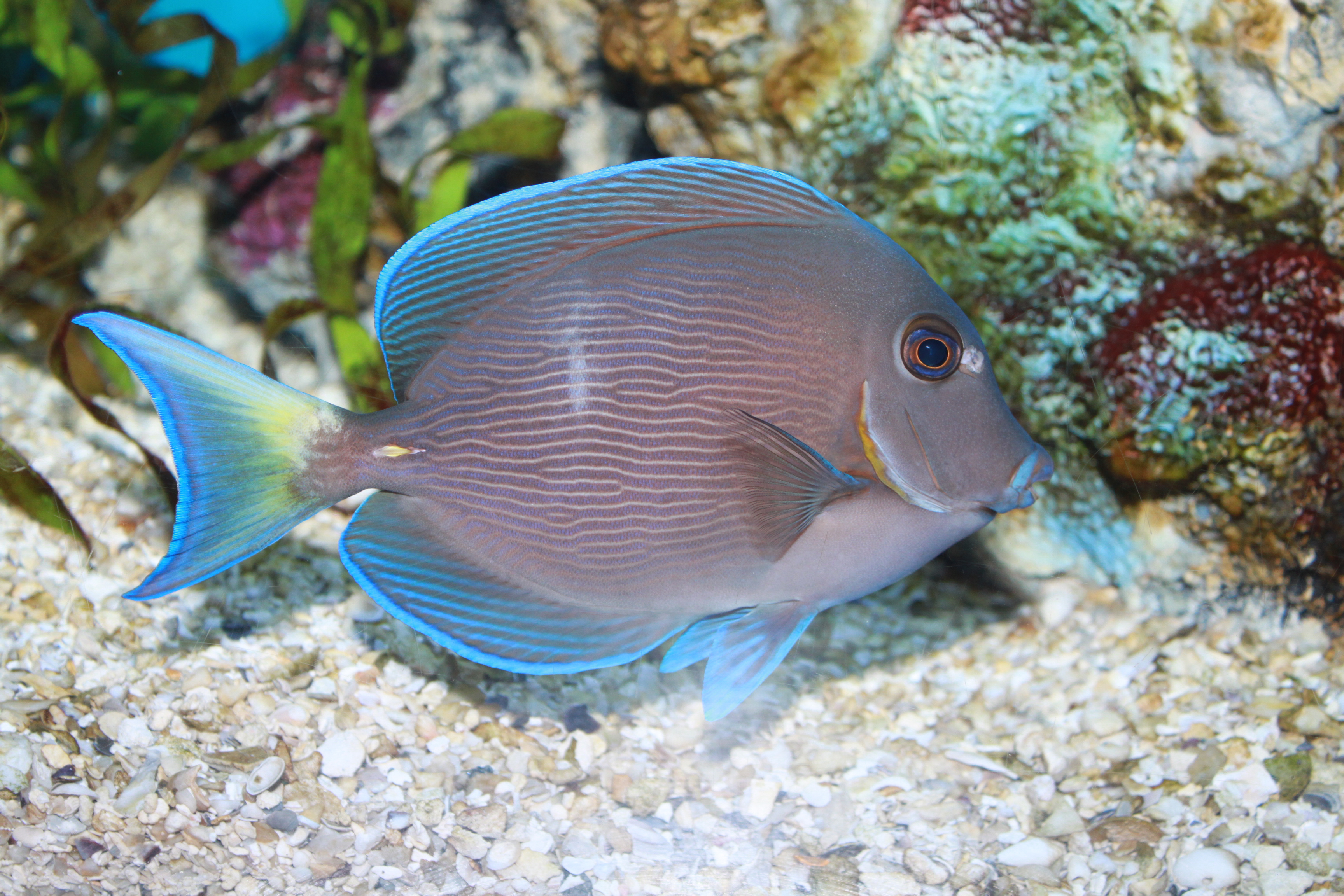
stade intermédiaire
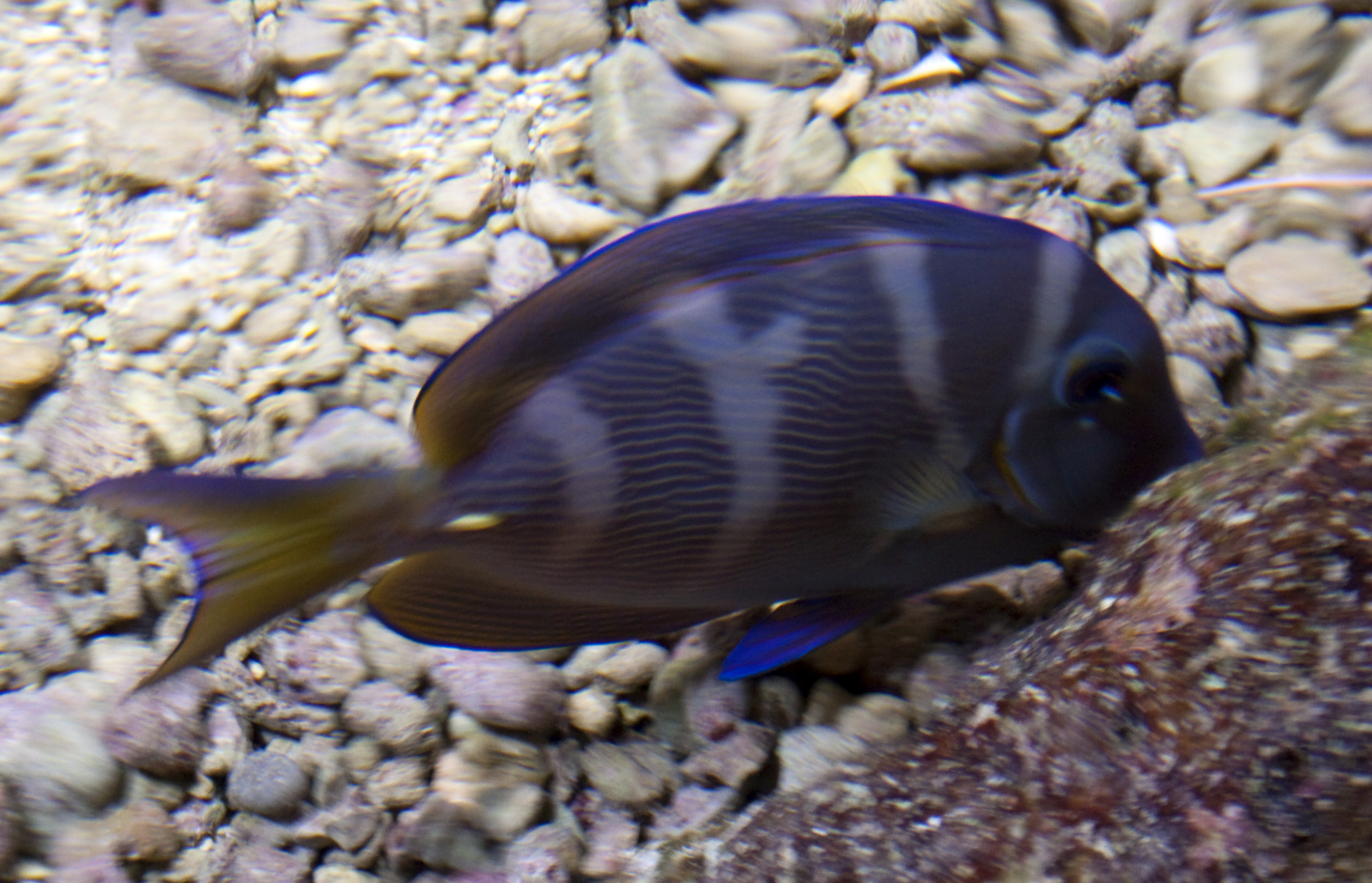
coloration de nuit

## Répartition
On trouve ces poissons en Floride, aux Bahamas et d'autres lieux de la mer des Caraïbes comme Bonaire. On les rencontre aussi à Belize et plus particulièrement à Ambergris Caye, dans le golfe du Mexique, dans le sud du Brésil et au nord de New York.

## StatutUICN
Cette espèce de Acanthuridae est classé Préoccupation mineur (LC) sur la liste rouge des espèces menacées UICN du fait de sa zone de répartition relativement grande, largement distribué dans l'Atlantique. Il se rencontre de toutes tailles et est présent dans de nombreuses zones marines protégées.